# Рэффилл, Стюарт
Стю́арт Рэ́ффилл (англ. Stewart Raffill; род. 27 января 1942, Великобритания) — британский кинорежиссёр, сценарист и кино-дрессировщик, в единичных случаях также известен как продюсер, актёр, кинооператор. Работал в киноиндустрии США.

## Биография
Стюарт Рэффилл родился 27 января 1942 года в городе Кеттеринг (Англия). В середине 1960-х годов иммигрировал в США, и вскоре стал довольно известным режиссёром и сценаристом; кроме того с 1962 по 1972 год выступил кино-дрессировщиком в семи кинофильмах и 29 эпизодах двух телесериалов.
Свою кинематографическую карьеру окончил в 2019 году в возрасте 77 лет.

### Личная жизнь
31 декабря 1992 года Рэффилл женился на малоизвестном продюсере по имени Диана Кирман.

## Награды и номинации
С полным списком кинематографических наград и номинаций Стюарта Рэффилла можно ознакомиться на сайте IMDb.
- 1989 — «Золотая малина» в категории «Худший режиссёр» за фильм «Мак и я» — победа.
- 1989 — «Золотая малина» в категории «Худший сценарист[англ.]» за фильм «Мак и я» — номинация.

## Фильмография

### Режиссёр и сценарист фильмов
| Год  | Фильм                                                               | Режиссёр | Сценарист |
| ---- | ------------------------------------------------------------------- | -------- | --------- |
| 1972 | Наполеон и Саманта / Napoleon and Samantha                          | Нет      | Да        |
| 1975 | Приключения семьи в глуши / The Adventures of the Wilderness Family | Да       | Да        |
| 1976 | Через Великий Перевал / Across the Great Divide                     | Да       | Да        |
| 1981 | Большой риск / High Risk                                            | Да       | Нет       |
| 1984 | Филадельфийский эксперимент / The Philadelphia Experiment           | Да       | Нет       |
| 1984 | Ледяные пираты / The Ice Pirates                                    | Да       | Да        |
| 1988 | Мак и я / Mac and Me                                                | Да       | Да        |
| 1991 | Манекен в движении / Mannequin Two: On the Move                     | Да       | Нет       |
| 1992 | Пассажир 57 / Passenger 57                                          | Нет      | Да        |
| 1994 | Тэмми и Ти-Рекс / Tammy and the T-Rex                               | Да       | Да        |
| 1994 | Затерянные в Африке / Lost in Africa                                | Да       | Да        |
| 1998 | Новые Робинзоны / The New Swiss Family Robinson                     | Да       | Да        |
| 1999 | Мой гризли / Grizzly Falls                                          | Да       | Нет       |
| 2001 | Месяц воскресений / A Month of Sundays                              | Да       | Нет       |
| 2006 | Секс ради выживания / Survival Island                               | Да       | Да        |
| 2007 | Тень в глубине / Croc                                               | Да       | Нет       |
| 2010 | Стоячая овация / Standing Ovation                                   | Да       | Да        |

### Режиссёр и сценарист телесериалов
- 1975 — Диснейленд[англ.] / Disneyland (эпизод Napoleon and Samantha; сценарист)
- 1997 — Новые приключения Робина Гуда / The New Adventures of Robin Hood — 2 эпизода; режиссёр
- 1999—2000 — Золотые крылья Пенсаколы / Pensacola: Wings of Gold — 4 эпизода; режиссёр
- 2000—2001 — 18 колёс правосудия[англ.] / 18 Wheels of Justice — 5 эпизодов; режиссёр

### Дрессировщик
- 1962 — Лев[англ.] / The Lion — в титрах не указан
- 1966 — Робинзон Крузо[англ.] / Lt. Robin Crusoe, U.S.N. — animal supervisor
- 1966 — Тарзан и Долина золота[англ.] / Tarzan and the Valley of Gold — animals by…
- 1966—1967 — Тарзан[англ.] / Tarzan — animal supervision • principal tiger trainer • animal supervisor (в 27 эпизодах)
- 1967 — Мартышки, убирайтесь вон![англ.] / Monkeys, Go Home! — animal supervisor
- 1967 — Тарзан и Великая река[англ.] / Tarzan and the Great River — animals by…
- 1970 — Диснейленд[англ.] / Disneyland — animal supervisor (в 2 эпизодах)
- 1972 — Наполеон и Саманта[англ.] / Napoleon and Samantha — animals

### Прочие работы
- 1966 — Тарзан[англ.] / Tarzan — актёр (роль — «высокий парень»; в 3 эпизодах)
- 1971 — Новое шоу Дика Ван Дайка[англ.] / The New Dick Van Dyke Show — актёр (роль — «дрессировщик шимпанзе» в эпизоде Smoke Rings)
- 1972 — Наполеон и Саманта[англ.] / Napoleon and Samantha — ассоциативный продюсер